# FIL-Sommerrodel-Cup 2011
Der FIL-Sommerrodel-Cup 2011 war die 19. Auflage des von der Fédération Internationale de Luge de Course veranstalteten Sommerrodel-Cups, der am 2. und 3. September 2011 auf der Rennschlittenbahn „Wolfram Fiedler“ in Ilmenau ausgetragen wurde. Es fanden Wettbewerbe in den Altersklassen Elite/Junioren und Jugend A statt, die jeweils in drei Läufen entschieden wurden. Es siegten Andi Langenhan und Dajana Eitberger in der Altersklasse Elite/Junioren sowie Anton Dukatsch und Sahrah Oberhöller in der Altersklasse Jugend A.

## Titelverteidiger
Beim FIL-Sommerrodel-Cup im September 2010 siegten Johannes Ludwig und Ewelina Staszulonek in der Altersklasse Elite/Junioren sowie Florian Küchler und Maria Naß in der Altersklasse Jugend A. Staszulonek und Küchler trat nicht zur Titelverteidigung an; ebenso wie Naß, die jedoch in der höheren Altersklasse Elite/Junioren startete.

## Ergebnisse

### Altersklasse Elite/Junioren

#### Männer

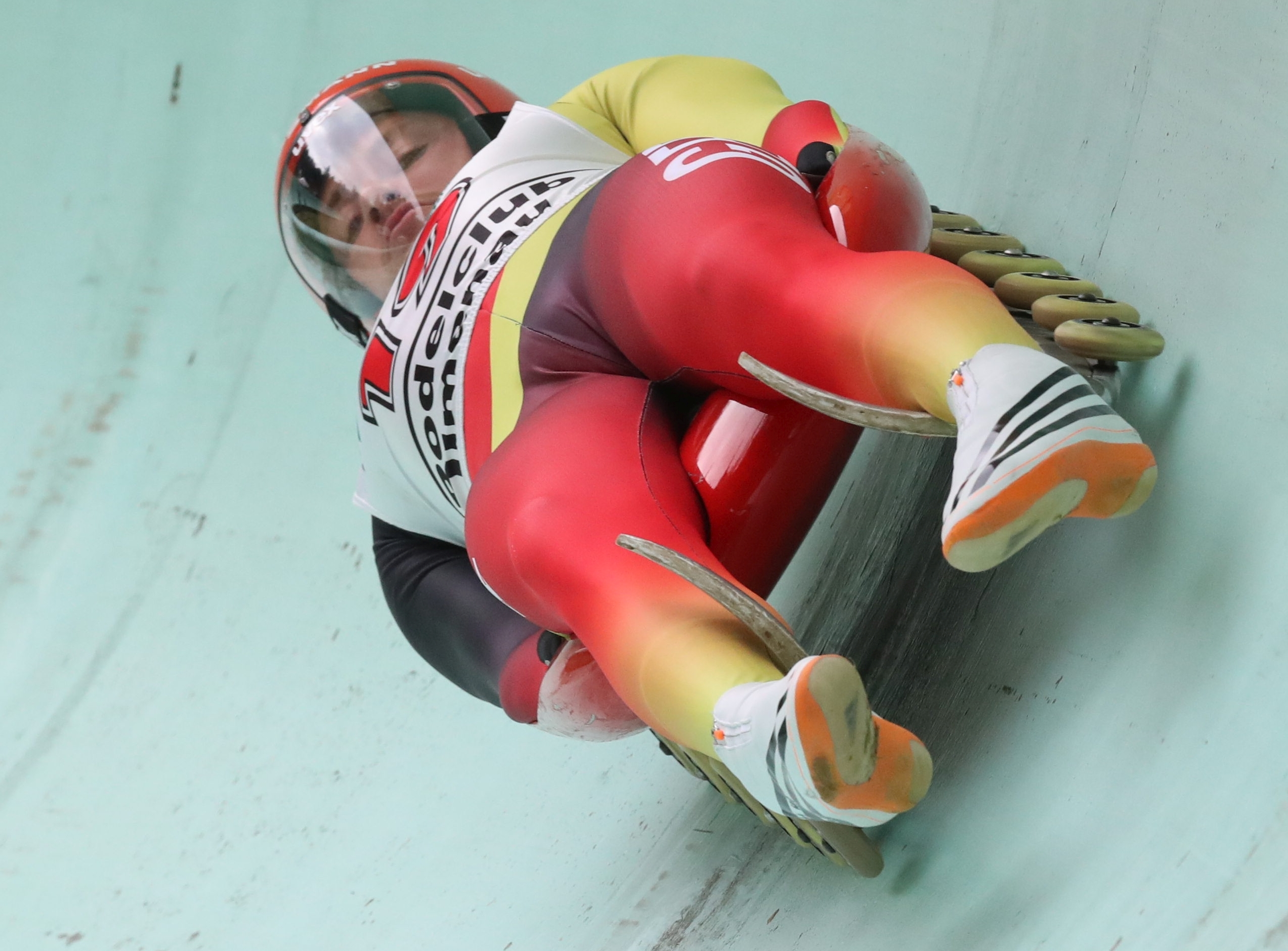
Johannes Ludwig

| Platz               | Sportler                       | Laufzeit 1                     | Laufzeit 2                     | Laufzeit 3                     | Endzeit                        |
| ------------------- | ------------------------------ | ------------------------------ | ------------------------------ | ------------------------------ | ------------------------------ |
| 1                   | Johannes Ludwig                | 20,018 s (1)                   | 20,252 s (2)                   | 20,102 s (1)                   | 1:00,372 Minuten               |
| 2                   | Sascha Benecken                | 20,130 s (2)                   | 20,112 s (1)                   | 20,176 s (3)                   | 1:00,418 Minuten               |
| 3                   | Daniel Pfister                 | 20,264 s (3)                   | 20,280 s (3)                   | 20,123 s (2)                   | 1:00,667 Minuten               |
| 4                   | Jan Eichhorn                   | 20,271 s (4)                   | 20,364 s (9)                   | 20,337 s (6)                   | 1:00,972 Minuten               |
| 5                   | Toni Eggert                    | 20,319 s (5)                   | 20,280 s (3)                   | 20,451 s (9)                   | 1:01,050 Minuten               |
| 6                   | Daniel Rothamel                | 20,333 s (6)                   | 20,286 s (5)                   | 20,480 s (11)                  | 1:01,999 Minuten               |
| 7                   | Robert Fischer                 | 20,505 s (10)                  | 20,362 s (8)                   | 20,284 s (4)                   | 1:01,151 Minuten               |
| 8                   | Florian Berkes                 | 20,338 s (7)                   | 20,428 s (11)                  | 20,403 s (8)                   | 1:01,169 Minuten               |
| 9                   | Wolfgang Kindl                 | 20,486 s (8)                   | 20,361 s (7)                   | 20,328 s (5)                   | 1:01,175 Minuten               |
| 10                  | Toni Förtsch                   | 20,495 s (9)                   | 21,470 s (12)                  | 20,341 s (7)                   | 1:01,306 Minuten               |
| 11                  | Toni Gräfe                     | 20,601 s (12)                  | 20,327 s (6)                   | 20,472 s (10)                  | 1:01,400 Minuten               |
| 12                  | David Gleirscher               | 20,584 s (11)                  | 20,425 s (10)                  | 20,613 s (12)                  | 1:01,622 Minuten               |
|                     | Georg Reumschüssel             | ausgeschieden im Hoffnungslauf | ausgeschieden im Hoffnungslauf | ausgeschieden im Hoffnungslauf | ausgeschieden im Hoffnungslauf |
| Chris Rohmeiß       | ausgeschieden im Hoffnungslauf | ausgeschieden im Hoffnungslauf | ausgeschieden im Hoffnungslauf | ausgeschieden im Hoffnungslauf |                                |
| Sebastian Bley      | ausgeschieden im Hoffnungslauf | ausgeschieden im Hoffnungslauf | ausgeschieden im Hoffnungslauf | ausgeschieden im Hoffnungslauf |                                |
| Radek Říha          | ausgeschieden im Hoffnungslauf | ausgeschieden im Hoffnungslauf | ausgeschieden im Hoffnungslauf | ausgeschieden im Hoffnungslauf |                                |
| Nico Grüßner        | ausgeschieden im Hoffnungslauf | ausgeschieden im Hoffnungslauf | ausgeschieden im Hoffnungslauf | ausgeschieden im Hoffnungslauf |                                |
| Thomas Steu         | ausgeschieden im Hoffnungslauf | ausgeschieden im Hoffnungslauf | ausgeschieden im Hoffnungslauf | ausgeschieden im Hoffnungslauf |                                |
| Lorenz Koller       | ausgeschieden im Hoffnungslauf | ausgeschieden im Hoffnungslauf | ausgeschieden im Hoffnungslauf | ausgeschieden im Hoffnungslauf |                                |
| Juri Skyba          | ausgeschieden im Hoffnungslauf | ausgeschieden im Hoffnungslauf | ausgeschieden im Hoffnungslauf | ausgeschieden im Hoffnungslauf |                                |
| Maximilian Herrmann | ausgeschieden im Hoffnungslauf | ausgeschieden im Hoffnungslauf | ausgeschieden im Hoffnungslauf | ausgeschieden im Hoffnungslauf |                                |
| Volodymyr Buryy     | ausgeschieden im Hoffnungslauf | ausgeschieden im Hoffnungslauf | ausgeschieden im Hoffnungslauf | ausgeschieden im Hoffnungslauf |                                |

#### Frauen

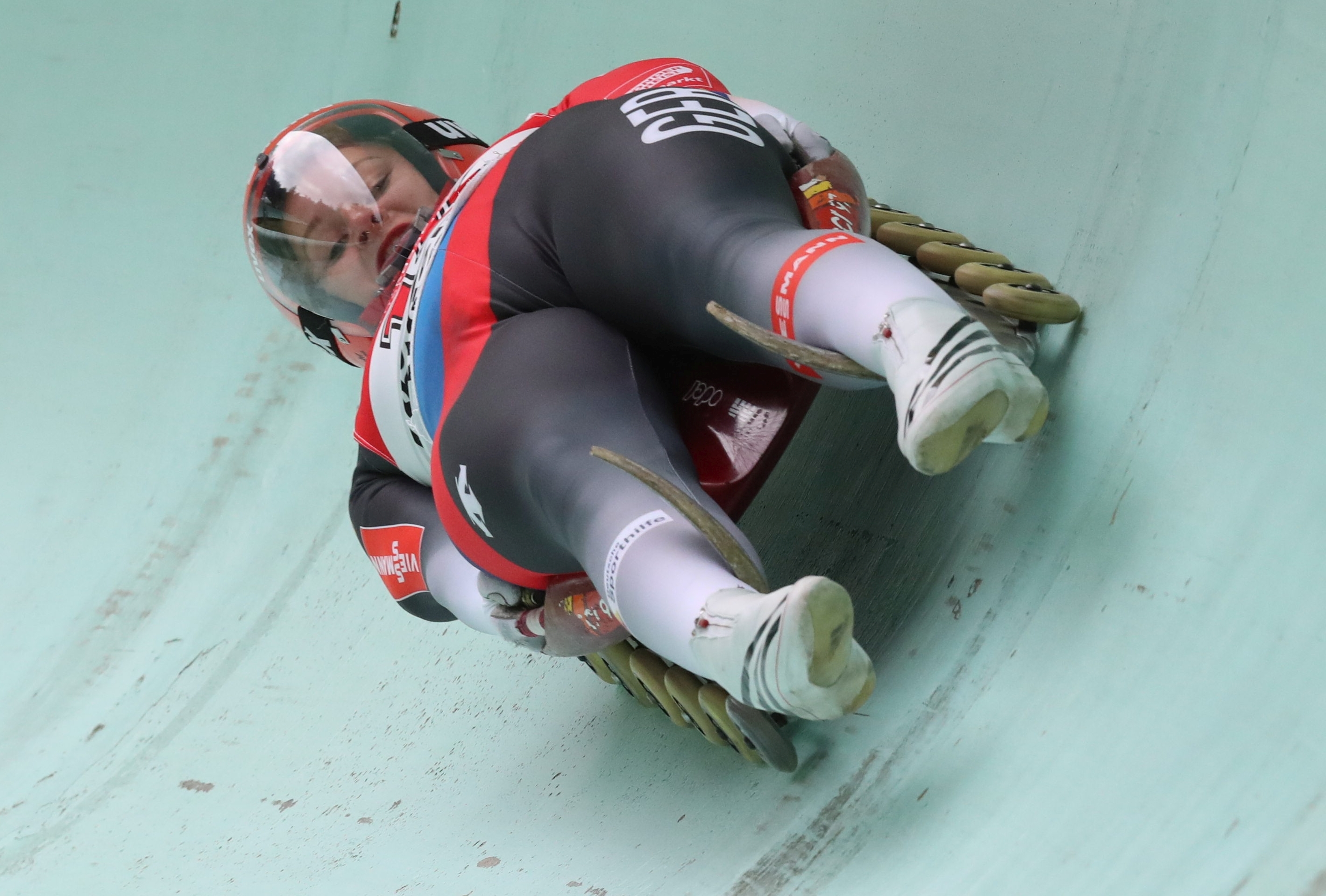
Dajana Eitberger

| Platz | Sportler          | Laufzeit 1   | Laufzeit 2   | Laufzeit 3   | Endzeit          |
| ----- | ----------------- | ------------ | ------------ | ------------ | ---------------- |
| 1     | Dajana Eitberger  | 20,693 s (1) | 20,745 s (1) | 20,783 s (2) | 1:02,221 Minuten |
| 2     | Johanna Hodermann | 20,763 s (2) | 20,777 s (2) | 20,717 s (1) | 1:02,257 Minuten |
| 3     | Maria Naß         | 21,001 s (3) | 20,894 s (3) | 20,952 s (3) | 1:02,847 Minuten |
| 4     | Olena Stezkiw     | 21,054 s (5) | 21,111 s (5) | 21,078 s (4) | 1:03,243 Minuten |
| 5     | Halyna Kurechko   | 21,023 s (4) | 21,070 s (4) | 21,152 s (5) | 1:03,245 Minuten |
| 6     | Anne Röder        | 21,234 s (6) | 21,129 s (7) | 21,259 s (7) | 1:03,622 Minuten |
| 7     | Juliane Werner    | 21,361 s (7) | 21,127 s (6) | 21,204 s (6) | 1:03,692 Minuten |

### Altersklasse Jugend A

#### Männlich
| Platz | Sportler          | Laufzeit 1    | Laufzeit 2    | Laufzeit 3    | Endzeit          |
| ----- | ----------------- | ------------- | ------------- | ------------- | ---------------- |
| 1     | Anton Dukatsch    | 20,159 s (1)  | 20,175 s (1)  | 20,150 s (1)  | 1:00,484 Minuten |
| 2     | Pawlo Ternowy     | 20,359 s (3)  | 20,285 s (3)  | 20,156 s (3)  | 1:00,800 Minuten |
| 3     | Anatoliy Lehedsa  | 20,369 s (5)  | 20,394 s (8)  | 20,150 s (1)  | 1:00,913 Minuten |
| 4     | Florian Löffler   | 20,413 s (6)  | 20,368 s (5)  | 20,198 s (4)  | 1:00,979 Minuten |
| 5     | Maximilian Jung   | 20,330 s (2)  | 20,364 s (4)  | 20,334 s (7)  | 1:01,028 Minuten |
| 6     | Tobias Jaensch    | 20,367 s (4)  | 20,399 s (9)  | 20,307 s (6)  | 1:01,073 Minuten |
| 7     | Manuel Stiebing   | 20,555 s (11) | 20,207 s (2)  | 20,347 s (8)  | 1:01,109 Minuten |
| 8     | Michael Hodermann | 20,557 s (12) | 20,377 s (7)  | 20,296 s (5)  | 1:01,230 Minuten |
| 9     | Leon Augustin     | 20,510 s (8)  | 20,372 s (13) | 21,348 s (9)  | 1:01,392 Minuten |
| 10    | Fabian Küchler    | 21,576 s (14) | 20,372 s (6)  | 20,475 s (11) | 1:01,423 Minuten |
| 11    | Jonas Müller      | 21,539 s (10) | 20,526 s (12) | 20,480 s (12) | 1:01,545 Minuten |
| 12    | David Trojer      | 21,562 s (13) | 20,525 s (11) | 20,625 s (15) | 1:01,712 Minuten |
| 13    | Bjarne Kirchner   | 20,888 s (17) | 20,497 s (10) | 20,353 s (10) | 1:01,738 Minuten |
| 14    | Nico Gleirscher   | 20,524 s (9)  | 20,793 s (15) | 20,497 s (13) | 1:01,814 Minuten |
| 15    | Jumit Maksut      | 20,651 s (15) | 20,640 s (14) | 20,546 s (14) | 1:01,837 Minuten |
| 16    | Lukas Steu        | 20,494 s (7)  | 20,898 s (16) | 20,700 s (16) | 1:01,738 Minuten |
| 17    | Florian Schmid    | 20,796 s (16) | 21,173 s (18) | 20,795 s (17) | 1:02,764 Minuten |
| 18    | Andreas Funkl     | 21,033 s (18) | 21,081 s (17) | 21,075 s (18) | 1:03,189 Minuten |
| 19    | Jordan Dimitrow   | 21,151 s (19) | 21,408 s (19) | 21,234 s (19) | 1:03,793 Minuten |

#### Weiblich
| Platz | Sportler          | Laufzeit 1    | Laufzeit 2    | Laufzeit 3    | Endzeit          |
| ----- | ----------------- | ------------- | ------------- | ------------- | ---------------- |
| 1     | Sahrah Oberhöller | 20,562 s (2)  | 20,410 s (1)  | 20,486 s (2)  | 1:01,458 Minuten |
| 2     | Anne-Sophie Falch | 20,569 s (4)  | 20,500 s (2)  | 20,510 s (4)  | 1:01,579 Minuten |
| 3     | Miriam Gstalder   | 20,616 s (5)  | 20,621 s (7)  | 20,399 s (1)  | 1:01,636 Minuten |
| 4     | Nina Prock        | 20,525 s (1)  | 20,555 s (3)  | 20,718 s (8)  | 1:01,798 Minuten |
| 5     | Madeleine Egle    | 20,566 s (3)  | 20,583 s (4)  | 20,679 s (7)  | 1:01,828 Minuten |
| 6     | Marta Kosa        | 20,660 s (7)  | 20,697 s (10) | 20,546 s (6)  | 1:01,903 Minuten |
| 7     | Julia Orlamünder  | 20,772 s (10) | 20,618 s (6)  | 20,517 s (5)  | 1:01,907 Minuten |
| 8     | Luisa Hornung     | 20,723 s (9)  | 20,691 s (8)  | 20,495 s (3)  | 1:01,909 Minuten |
| 9     | Sandra Schädler   | 20,653 s (6)  | 20,597 s (8)  | 20,847 s (13) | 1:02,097 Minuten |
| 10    | Elena Micheler    | 20,709 s (8)  | 20,693 s (9)  | 20,770 s (9)  | 1:02,172 Minuten |
| 11    | Polina Banowa     | 20,832 s (11) | 20,776 s (11) | 20,781 s (10) | 1:02,379 Minuten |
| 12    | Sabrina Salchner  | 20,839 s (12) | 20,790 s (12) | 20,837 s (11) | 1:2,466 Minuten  |
| 13    | Martina Gergowa   | 20,926 s (14) | 20,796 s (13) | 20,841 s (12) | 1:02,563 Minuten |
| 14    | Magdalena Neuner  | 20,885 s (13) | 20,851 s (14) | 20,960 s (14) | 1:02,696 Minuten |